# Гарсия, Нестор
Нестор Ариэль Гарсия Риверо (исп. Néstor Ariel García Rivero; род. 6 июля 1975, Ласкано, Роча) — уругвайский легкоатлет, специалист по бегу на длинные дистанции, кроссу и марафону. Выступал на профессиональном уровне в 1994—2011 годах, чемпион Южной Америки, победитель и призёр ряда крупных международных стартов на шоссе, действующий рекордсмен Уругвая в беге на 10 000 метров, участник летних Олимпийских игр в Сиднее.

## Биография
Нестор Гарсия родился 6 июля 1975 года в городе Ласкано, Уругвай.
Впервые заявил о себе на международном уровне в сезоне 1994 года, когда вошёл в состав уругвайской сборной и выступил на юниорском мировом первенстве в Лиссабоне, где в зачёте бега на 10 000 метров занял итоговое 22-е место.
В 1996 году финишировал 14-м на южноамериканском кроссовом чемпионате в Асунсьоне.
В 1997 году в беге на 5000 метров выиграл серебряную медаль на чемпионате Южной Америки в Мар-дель-Плате, стартовал на чемпионате мира в Афинах.
В 1998 году занял 12-е место на чемпионате Южной Америки по кроссу в Артур-Ногейре, выступил на чемпионате мира по экидену в Манаусе, финишировал пятым в беге на 10 000 метров на чемпионате Бразилии в Сан-Леополду, установив при этом ныне действующий национальный рекорд Уругвая — 28:52.34. Также в этом сезоне стартовал на иберо-американском чемпионате в Лиссабоне, где в дисциплинах 5000 и 10 000 метров стал четвёртым и пятым соответственно.
В 1999 году показал 14-й результат на Лиссабонском полумарафоне, занял 11-е и 6-е места на дистанциях 5000 и 10 000 метров на Панамериканских играх в Виннипеге, с личным рекордом 1:03:47 стал пятым на полумарафоне в Рио-де-Жанейро, пришёл к финишу 12-м на Чикагском марафоне, так же установив личный рекорд — 2:12:48.
В 2000 году с результатом 2:20:16 занял 31-е место на Лондонском марафоне. Благодаря череде удачных выступлений удостоился права защищать честь страны на летних Олимпийских играх в Сиднее — в программе марафона показал время 2:22:30, расположившись в итоговом протоколе соревнований на 46-й строке. В концовке сезона одержал победу на Буэнос-Айресском марафоне (2:20:14).
В 2001 году занял 16-е место на Лиссабонском полумарафоне, финишировал четвёртым на Кунсанском марафоне, выиграл 10 000 метров на чемпионате Южной Америки в Манаусе, показал 24-й результат на полумарафоне Коауила, второй результат на полумарафоне в Буэнос-Айресе.
В 2002 году среди прочего с результатом 2:13:10 финишировал 17-м на Берлинском марафоне.
Впоследствии ещё в течение многих лет успешно выступал на различных коммерческих шоссейных стартах в Южной Америке, завершил спортивную карьеру по окончании сезона 2011 года.